# Сепульведа Амор, Бернардо
Берна́рдо Сепу́льведа Амо́р (исп. Bernardo Sepúlveda Amor; род. 14 декабря 1941 года в Мехико) — мексиканский юрист, политик и дипломат. Министр иностранных дел Мексики в 1982—1988. В 2006—2015 годах — судья Международного суда ООН, в 2012—2015 годах — его вице-президент.

## Биография
Окончил факультет права Национального автономного университета Мексики в 1964 году, затем аспирантуру в области международного права в Куинз-колледже Кембриджского университета (1966).
Занимал ответственные посты в министерстве финансов, министерстве программирования и бюджета, в Институте политических и социальных исследований и секретариате президента. В 1981—1982 годах являлся секретарём Исполкома Институционной революционной партии по международным вопросам. С марта по ноябрь 1982 года был послом Мексики в Соединённые Штатах, а с декабря того же года министром иностранных дел в период президентства Мигеля де ла Мадрида. Во время пребывания на этом посту он сыграл важную роль в создании Контадорской группы (Grupo Contadora), которая содействовала установлению мира в Центральной Америке, и в создании Группы де Очо (Grupo de Ocho), после расширения ставшей Группой Рио (Grupo de Río). В 1989—1993 годах Сепульведа был послом Мексики в Великобритании.
В 1984 году за усилия в области международного сотрудничества он был награждён премией Принца Астурийского. В следующем году ЮНЕСКО удостоила его премией Симона Боливара.
В 1996 году он был избран в состав Комиссии международного права Организации Объединённых Наций, а в 2001 году переизбран на эту должность. 7 ноября 2005 года избран на девятилетний срок судьёй Международного суда ООН.

Занимал должность судьи с 6 февраля 2006 по 5 февраля 2015 года, 6 февраля 2012—3 февраля 2015 — вице-президент Международного суда ООН.